# Władimir Boncz-Brujewicz
Władimir Dmitrijewicz Boncz-Brujewicz (ros. Влади́мир Дми́триевич Бонч-Бруе́вич; ur. 4 czerwca?/16 czerwca 1873 w Moskwie, zm. 14 lipca 1955 tamże) – radziecki działacz partyjny, pisarz, historyk i polityk. Osobisty sekretarz Lenina. Brat Michaiła Boncz-Brujewicza.

## Życiorys
Urodził się w rodzinie szlacheckiej. Od 1884 studiował w Moskiewskim Instytucie Geodezyjnym, z którego w 1889 został wydalony i aresztowany, następnie skazany na zesłanie do Kurska pod nadzór policji. W 1892 skończył szkołę rolniczą w Kursku, w 1896 wyemigrował do Szwajcarii (studiował na uniwersytecie w Zurychu),  gdzie w 1898 wstąpił do SDPRR. W 1905 wrócił do Rosji, później kilkakrotnie był aresztowany, od 1908 do 1918 kierował wydawnictwem Żyżń i Znanije. W 1917 stał na czele Komitetu Wykonawczego Rady Piotrogrodzkiej i był tymczasowym redaktorem gazety "Raboczyj i Sołdat", a od listopada 1917 do marca 1918 komendantem rejonu Smolnyj-Pałac Taurydzki, jednocześnie od 14 listopada 1917 do 4 grudnia 1920 pełnił funkcję zarządzającego sprawami Rady Komisarzy Ludowych. Od listopada 1917 do 1918 kierował wydawnictwem politycznym i jednocześnie od grudnia 1917 do marca 1918 był przewodniczącym Komitetu Walki z Pogromami, a w lutym i marcu 1918 wchodził w skład Komitetu Rewolucyjnej Obrony Piotrogrodu, następnie został kierownikiem wydawnictwa KC RKP(b) Kommunist. Od 1920 do 1929 był kierownikiem doświadczalnego zakładu Lesnyje Polany w guberni moskiewskiej, od 1933 do 1945 dyrektorem Państwowego Muzeum Literackiego, a od 1945 do 1955 dyrektorem Muzeum Historii Religii i Ateizmu Akademii Nauk ZSRR w Leningradzie.

## Nagrody i odznaczenia
- Order Lenina[3].